# Anestesia disociativa
La anestesia disociativa es una forma de anestesia caracterizada por catalepsia, catatonia, analgesia y amnesia. No necesariamente implica la pérdida de la conciencia y, por lo tanto, no siempre implica un estado de anestesia general. El concepto de anestesia disociativa deriva de la fuerte sensación de disociación con respecto del ambiente que experimenta una persona a quien se administra algún anestésico de la familia de las arilcicloalquilaminas como la ketamina o del grupo de las fenilciclohexaminas. 

Los agentes de este grupo se utilizaron por primera vez en la práctica clínica en la década de 1950. La experiencia temprana con agentes de este grupo, como la fenciclidina y el clorhidrato de ciclohexamina, mostró una incidencia inaceptablemente alta de anestesia inadecuada, convulsiones y síntomas psicóticos.
Los anestésicos disociativos probablemente producen este estado al interferir con la transmisión de las señales sensoriales entrantes a la corteza cerebral y al interferir con la comunicación entre las diferentes partes del sistema nervioso central.

## Antecedentes
Los fármacos del grupo de las arilcicloalquilaminas suelen producir un estado de sedación, amnesia, una profunda analgesia, no responden a órdenes, pero pueden tener los ojos abiertos, mover los miembros de manera involuntaria, y por lo general tienen respiración espontánea. Por esta razón es que a la anestesia disociativa se le conoce como estado cataléptico.
La anestesia disociativa es similar a la anestesia neurológica, pero se obtiene con la administración de una sola droga.

## Características
Dependiendo del medicamento empleado, los pacientes a los que se les induce la anestesia disociativa presentan la disociación a los 15 segundos, y la inconsciencia aparece en otros 30 segundos. Después de una sola dosis, la inconsciencia dura alrededor de 10 a 15 minutos, y la analgesia persiste cerca de 40 minutos. La amnesia se vuelve evidente durante una a dos horas después de la inyección inicial. La relajación muscular es mala, el tono muscular puede incrementarse, a veces hay movimientos sin sentido y ocasionalmente se observan respuestas violentas e irracionales a los estímulos.

## Drogas usadas
La fenciclidina fue la primera droga que se empleó clínicamente con el fin de inducir la catalepsia, pero la frecuencia de alucinaciones desagradables y problemas psicológicos pronto llevó a su abandono.
Posteriormente se empezó a emplear la ketamina, con efectos mucho menos frecuentes que con la fenciclidina. La ketamina se emplea para los procedimientos de sedación en los departamentos de urgencia hospitalaria.
Otro agente con características disociativas es el óxido nitroso, utilizado por primera vez clínicamente en la década de 1840 como anestésico inhalatorio.

## Como efecto secundario
La ketamina es un medicamento con un buen perfil de seguridad y es bien tolerado en la mayoría de los pacientes. Sin embargo, el médico de urgencias debe conocer la gama completa de efectos secundarios que se pueden encontrar para anticiparse y prepararse para posibles complicaciones. La catalepsia inducida por ketamina es un efecto secundario autolimitado pero tiene el potencial de interferir con los procedimientos realizados bajo sedación.